# Nothopuga cuyana
Nothopuga cuyana är en spindeldjursart som beskrevs av Paul Jean Baptiste Maury 1976. Nothopuga cuyana ingår i släktet Nothopuga och familjen Ammotrechidae. Inga underarter finns listade i Catalogue of Life.